# Балтим
Балти́м (рос. Балтым) — село у складі Верхньопишминського міського округу Свердловської області.
Населення — 2837 осіб (2010, 2570 у 2002).
Національний склад станом на 2002 рік: росіяни — 80 %.